# Neilton
Neilton Meira Mestzk, meglio noto come Neilton (Nanuque, 17 febbraio 1994), è un calciatore brasiliano, attaccante dell'Água Santa.

## Caratteristiche tecniche
Rapido e abilissimo nel dribbling specialmente con la palla al piede, può giocare sia da seconda punta che da ala, la sua principale abilità è il dribbling, con il quale riesce a superare i marcatori creando superiorità numerica, o andando in porta.

## Carriera

### Club

#### Santos: dalle giovanili alla prima squadra
Inizia a giocare a calcio, all'età di 14 anni, quando si trasferisce nella città di Santos per indossare la maglia dell'omonima squadra, il Santos Futebol Clube. Nei cinque anni trascorsi nella cantera brasiliana si rende protagonista, vincendo un Campionato Paulista Under-20 nel 2012 e la Copa São Paulo, l'anno successivo, diventando capocannoniere di quell'edizione.
Debutta ufficialmente in prima squadra nel massimo campionato brasiliano il 29 maggio 2013, conciliando il tutto con un assist per il gol di Walter Montillo. Il 5 giugno segna il suo primo gol da professionista, nella gara di campionato giocata contro il Criciúma. Il 13 luglio realizza la sua prima doppietta in carriera, durante la partita di campionato conclusasi con il risultato di 4 a 1, in favore dei bianconeri, ai danni del Portuguesa.

## Statistiche

### Presenze e reti nei club
Statistiche aggiornate all'11 agosto 2013.
| Stagione        | Squadra         | Campionato      | Campionato | Campionato | Coppe nazionali | Coppe nazionali | Coppe nazionali | Coppe continentali | Coppe continentali | Coppe continentali | Altre coppe | Altre coppe | Altre coppe | Totale | Totale |
| Stagione        | Squadra         | Comp            | Pres       | Reti       | Comp            | Pres            | Reti            | Comp               | Pres               | Reti               | Comp        | Pres        | Reti        | Pres   | Reti   |
| --------------- | --------------- | --------------- | ---------- | ---------- | --------------- | --------------- | --------------- | ------------------ | ------------------ | ------------------ | ----------- | ----------- | ----------- | ------ | ------ |
| 2013            | Santos          | A1/SP+A         | 2+10       | 0+4        | CB              | 2               | 0               | -                  | -                  | -                  | -           | -           | -           | 14     | 4      |
| 2014            | Cruzeiro        |                 |            |            |                 |                 |                 |                    |                    |                    |             |             |             |        |        |
| 2015            | Cruzeiro        |                 |            |            |                 |                 |                 |                    |                    |                    |             |             |             |        |        |
| 2016            | Botafogo        |                 |            |            |                 |                 |                 |                    |                    |                    |             |             |             |        |        |
| 2017            | Vittoria        |                 |            |            |                 |                 |                 |                    |                    |                    |             |             |             |        |        |
| Totale carriera | Totale carriera | Totale carriera | 12         | 4          |                 | 2               | 0               |                    | 0                  | 0                  |             | 0           | 0           | 14     | 4      |

## Palmarès

### Club

#### Competizioni giovanili
- Campionato Paulista Under-20: 1

Santos: 2012
- Copa São Paulo Júnior: 1

Santos: 2013

#### Competizioni nazionali
- Campionato brasiliano: 1

Cruzeiro: 2014